# Туркмены на Украине
Туркмены на Украине (туркм. Ukrainadaky türkmenler, укр. Туркмени в Україні) — туркменское национальное меньшинство, проживающее на Украине и составляющее часть туркменской диаспоры. Родным языком туркмен является туркменский, который принадлежит к тюркской языковой семье, по вероисповеданию туркмены являются мусульманами-суннитами. По Всеукраинской переписи населения 2001 года в Украине проживало 3709 туркмен, больше всего — в Одесской области (811 человек).

## История
По переписи населения Российской империи 1897 года в 9 украинских губерниях (Волынской, Киевской, Подольской, Черниговской, Полтавской, Харьковской, Херсонской, Екатеринославской и Таврической) проживало 8 туркменоязычных, в основном украиноязычной Кубанской области — 19 туркменоязычных. По переписи населения Киева 16 марта 1919 года в городе проживал 1 туркмен.
Согласно переписи СССР 1926 года на территории УССР проживал 21 туркмен, из них 10 мужчин и 11 женщин; 16 человек проживали в городских поселениях, 5 человек — в сельских. В 1938 году в УССР действовали только что основанные 2 туркменские школы. По предположению А. Б. Быстрицкой, их появление было обусловлено прибытием в Украину депортированных туркмен из Средней Азии. По переписи СССР в 1939 году в РСФСР проживало 3712 туркмен.
По воспоминаниям украинского повстанца Романа Петренко среди других в рядах Украинской повстанческой армии также воевали туркмены.
По переписи СССР в 1959 году в УССР проживало 1745 туркмен. По переписи СССР в 1970 году в УССР проживало 1045 туркмен. В 1971 году в Украине была проведена Неделя туркменской литературы. По переписи СССР в 1979 году в УССР проживало 1696 туркмен.
Согласно переписи СССР в 1989 году численность туркмен в УССР составляла 3399 человек, из них 2 352 человека (69,20 %) указали своим родным туркменским языком, 889 человек (26,15 %) — русский, 117 человек (3,44 %) — украинский, 41 человек (1,21 %) — другие языки. По переписи 1989 года из 3399 туркмен было 2476 мужчин (72,84 %) и 923 женщины (27,15 %); 2894 человека (85,14 %) проживали в городских поселениях, 505 человек (14,86 %) — в сельской.
По Всеукраинской переписи населения 2001 года в Украине проживало 3709 туркмен (0,0077 % населения государства). По переписи 2001 года указали туркменский язык родным 719 туркмен Украины (19,39 %), украинский — 1079 человек (29,09 %), русский — 1392 человека (37,53 %), другие языки — 88 человек (2,37 %). Больше всего туркмен проживало в Одесской области (811 человек, 21,87 % всех туркмен Украины), из них 168 человек в Одессе и 127 человек в Ренийском районе (0,31 % населения района). Распределение количества туркмен по регионам Украины по переписи 2001 года:
| Регион                     | Количество человек | % всех туркмен Украины |
| -------------------------- | ------------------ | ---------------------- |
| Автономная республика Крым | 226                | 6,09 %                 |
| Винницкая область          | 121                | 3,26 %                 |
| Волынская область          | 36                 | 0,97 %                 |
| Днепропетровская область   | 304                | 8,20 %                 |
| Донецкая область           | 329                | 8,87 %                 |
| Житомирская область        | 51                 | 1,38 %                 |
| Закарпатская область       | 37                 | 1,00 %                 |
| Запорожская область        | 156                | 4,21 %                 |
| Ивано-Франковская область  | 40                 | 1,08 %                 |
| Киевская область           | 126                | 3,40 %                 |
| Кировоградская область     | 76                 | 2,05 %                 |
| Луганская область          | 126                | 3,40 %                 |
| Львовская область          | 81                 | 2,18 %                 |
| Николаевская область       | 82                 | 2,21 %                 |
| Одесская область           | 811                | 21,87 %                |
| Полтавская область         | 73                 | 1,97 %                 |
| Ровненская область         | 64                 | 1,73 %                 |
| Сумская область            | 37                 | 1,00 %                 |
| Тернопольская область      | 21                 | 0,57 %                 |
| Харьковская область        | 297                | 8,01 %                 |
| Херсонская область         | 56                 | 1,51 %                 |
| Хмельницкая область        | 33                 | 0,89 %                 |
| Черкасская область         | 158                | 4,26 %                 |
| Черновицкая область        | 26                 | 0,70 %                 |
| Черниговская область       | 45                 | 1,21 %                 |
| Киев                       | 274                | 7,39 %                 |
| Севастополь                | 23                 | 0,62 %                 |
| Украина                    | 3709               | 100 %                  |

Памятник туркменскому поэту Махтумкули в Киеве, 2009 год

В 2000—2010-х годах туркменская диаспора в Украине сделала несколько шагов к самоорганизации своего сообщества. В 2001 году в Шевченковском районе Киева возле Посольства Туркменистана установлен памятник туркменскому поэту и основателю туркменской литературы Махтумкули. По состоянию на 2006 год единственным городом в Украине, в котором действовала Гуманитарная ассоциация туркмен мира, была Одесса. В июне 2006 года представители ассоциации и туркменской диаспоры обратились к городским властям Одессы с просьбой выделить землю для построения туркменского культурного центра. Тогда, по словам председателя правления Одесской гуманитарной ассоциации «Туркмен мира» Ниязмурата Халлиева, в Одесской области проживало около 10 тыс. туркмен, а в Украине — около 45 тыс. человек. В то же время, как заявил Халлиев, туркмены в Одессе не подвергались никаким преследованиям по национальному признаку.
В декабре 2013 года в Киеве зарегистрирована общественная организация «Диаспора туркменского народа». В том же месяце организация заняла 3 место в турнире по футзалу среди диаспор национальных меньшинств Украины «Футбол без ненависти и расизма». Представители туркменской диаспоры принимают участие в праздновании памятных крыш своего народа и занимаются проблемами своих соотечественников в Украине.